# Hvalfangst på Lofoten
Hvalfangst på Lofoten er en dansk dokumentarisk optagelse fra 1926.

## Handling
Optagelser af hvalfangst med harpun fra motorbåd. Hvalen skæres op på land. Stor havn med mindre fartøjer. Hytter i byen Skrova. Årstallet er usikkert.